# Komburgi Gertrúd
Komburgi Gertrúd (1095 k.–1130/31) német királyné, III. Konrád német király első felesége volt.

## Származása
A pontos születési ideje nem ismert, de az bizonyos, hogy Rothenburgi Henrik gróf és Mergentheimi Gepa leányaként született. 1115 körül ment nőül az akkor körülbelül 22 éves Hohenstaufen Konrád sváb herceghez (I. Frigyes sváb herceg és Németországi Ágnes német-római császári hercegnő második fia), akinek három gyermeket szült házasságuk nagyjából 16 éve során. 

## Élete
1115-ben Konrádot anyai nagybátyja, V. Henrik német-római császár kinevezte Frankföld hercegévé. V. Henrik 1125. május 23-án elhunyt, s Konrádot találták méltónak utódjául a német-római császári címre. Eközben Konrád a saját bátyját, II. Frigyes sváb herceget támogatta a római királyi cím megszerzésében. A hőn áhított koronát végül III. Lothár nyerte el. Konrád és Frigyes megosztva örökölték anyai nagybátyjuk, a néhai V. Henrik német-római császár hatalmas birtokait. III. Lothár a trónra lépésével egyidejűleg újabb hatalmas földbirtokok ura is lett. 1127-ben aztán újabb konfliktust okozott az a tény, hogy Lotárral szembeszegülve Konrádot választották meg német ellenkirálynak, így Gertrúdból hirtelen királyné lett.
Amikor Gertrúd 1130-ban vagy 1131-ben elhunyt, a férje és III. Lothár közötti trónharc még mindig tartott.

## Lányaik
- Berta, ő 1153-tól Erstein zárdafőnökasszonya volt
- Gertrúd
- Ágnes, ő II. Izjaszláv kijevi nagyfejedelem, perejaszlavi, turovi és rosztovi herceg  felesége lett, akinek négy gyermeket szült, három fiút és egy leányt, azaz Msztyiszlávot, Jaroszlávot, Jaropolkot, illetve Eudokiát. Ágnes 1151-ben hunyt el.